# آکروفوکا
آکروفوکا (نام علمی: Acrophoca longirostris) نام یک گونه از تیره فک بی‌گوش است.